# Trójca Kapitolińska

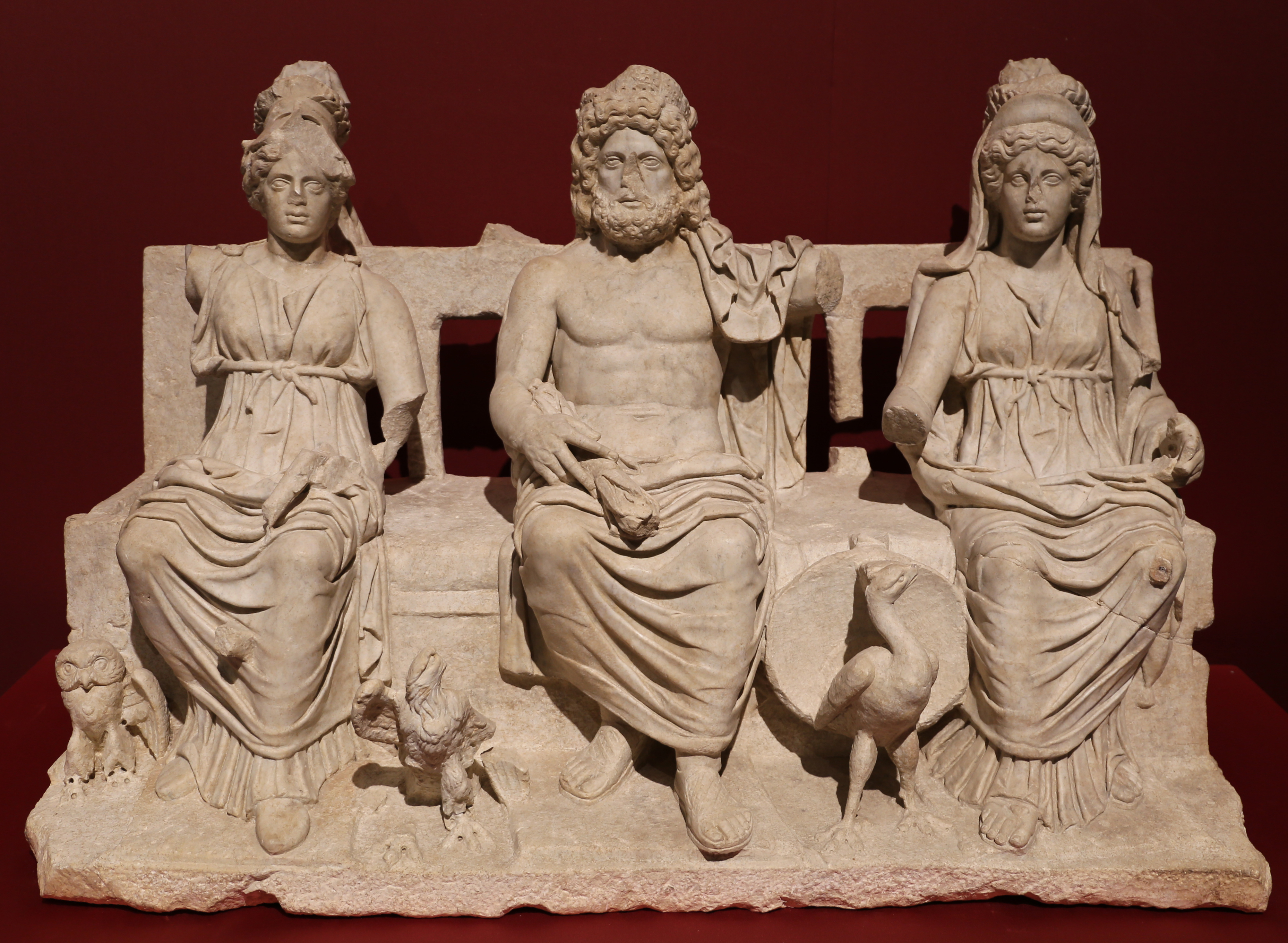
Triada Kapitolińska (późniejsza) – grupa marmurowa z Guidonii (z okresu cesarstwa)

Trójca Kapitolińska, Triada Kapitolińska – w religii Rzymian trzy najważniejsze bóstwa czczone w ich głównej świątyni na Kapitolu.
W dziejach Rzymu oddawano cześć dwóm różnym trójcom kapitolińskim, mającym swój rodowód w tradycjach poprzedzających rzymską republikę. Pierwotna triada (zwana niekiedy Prekapitolińską) składała się z Jowisza, Marsa oraz Kwiryna, i była pochodzenia praindoeuropejskiego. Na ogół jednak pod tym mianem znana jest późniejsza trójca, złożona z Jowisza, Junony i Minerwy, wywodząca się z mitologii etruskiej i wzorowana na tamtejszej triadzie Tini – Uni – Menrfa. Dziękczynną ofiarę zwykle składali jej zwycięscy wodzowie po bitwie (wojnie), podobnie jak inni dowódcy, urzędnicy oraz konsulowie zaciągający żołnierzy na wyprawę wojenną.
Centrum kultowym triady było sanktuarium Jowisza Największego Najlepszego (Iuppiter Optimus Maximus) na wzgórzu Kapitolu, którego nazwa pochodzi od ludzkiej głowy (caput) znalezionej podczas zakładania fundamentów świątyni. Wzniesienie jej tradycja przypisywała piątemu królowi Rzymu – Tarkwiniuszowi Staremu, lecz poświęcenia jej w 509 p.n.e. dokonał konsul Marcus Horatius Pulvillus. Przechowywano tam Księgi sybillińskie, a wybrani konsulowie obowiązkowo składali ofiary przed rozpoczęciem urzędowania. Ten ośrodek kultu uległ kompletnemu zniszczeniu w czasach średniowiecza.
Na wzór tego sanktuarium również w innych miastach rzymskich wznoszono podobne świątynie (capitolia), usytuowane zwykle na wzgórzu bądź sztucznym wzniesieniu (podium) na forum. Kult tej triady jako państwowy został wcześnie rozprzestrzeniony w innych miastach imperium, począwszy od II wieku p.n.e.: najpierw w koloniach italskich, następnie w prowincjach. W Italii własne kultowe Kapitole posiadały m.in. Ostia i Pompeje, a także Capua, Cumae i Beneventum.